# Нотаріусівка
Нота́ріусівка — село в Україні, у Конотопському районі Сумської області. Населення становить 62 осіб. До 2017 орган місцевого самоврядування — Жуківська сільська рада.

## Географія
Село Нотаріусівка розташована на правому березі річки Терн, вище за течією на відстані 1 км розташоване село Болотівка, нижче за течією примикає село Жуківка, на протилежному березі — село Верхня Сагарівка.

## Історія
- Село постраждало внаслідок геноциду українського народу, проведеного урядом СРСР 1932—1933 та 1946–1947 роках, встановлено смерті не менше 5 людей[1].
- 12 червня 2020 року, відповідно до розпорядження Кабінету Міністрів України № 723-р «Про визначення адміністративних центрів та затвердження територій територіальних громад Сумської області», село увійшло до складу Буринської міської громади[2].
- 19 липня 2020 року, в результаті адміністративно-територіальної реформи та ліквідації Буринського району, увійшло до складу новоутвореного Конотопського району[3].

## Економіка
- Свино-товарна ферма.